# ایکنهام
longitudeایکنهامlatitudeایکنهام
ایکنهام (به انگلیسی: Ickenham) یک ناحیه در بریتانیا است که در منطقه هیلینگدون لندن واقع شده‌است.

## خصوصیات
ایکنهام ۱۰٬۳۸۷ نفر جمعیت دارد.